# Marc Zwinz

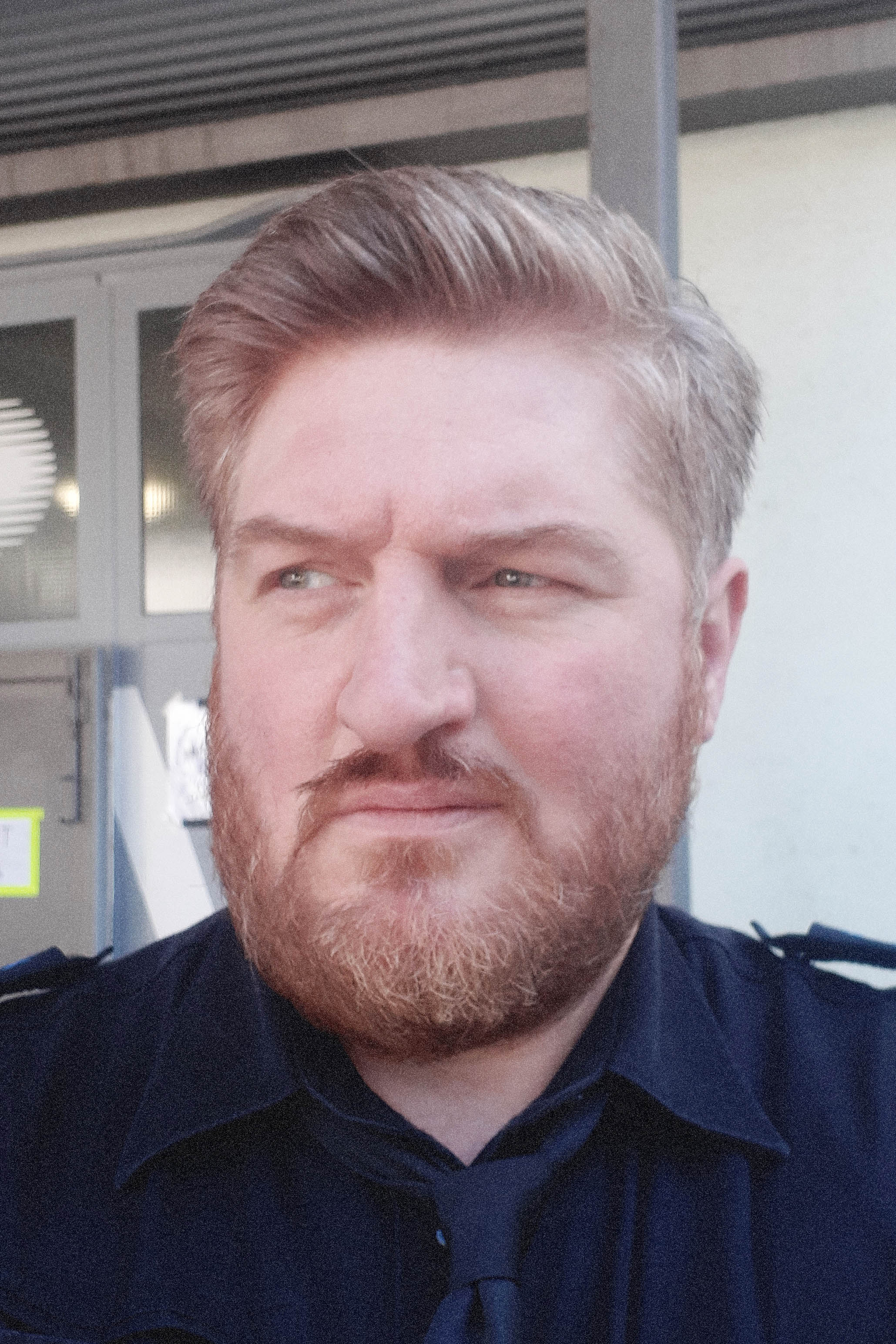
Marc Zwinz bei Dreharbeiten im Studio Hamburg (2020)

Marc Zwinz (* 20. Mai 1974 in Lübeck) ist ein deutscher Schauspieler und Autor.

## Leben und Wirken
Nach dem Abitur am Johanneum zu Lübeck, an dessen Schultheater Zwinz seit seinem 14. Lebensjahr auftrat, studierte er Politische Wissenschaften am Otto-Suhr-Institut in Berlin und war in dieser Zeit auch als Autor für fantastische Spiele in Print („Das Schwarze Auge“) und Rundfunk („Der Ohrenzeuge“) tätig.
Von 1998 bis 2002 wurde er an der Hochschule für Schauspielkunst „Ernst Busch“ in Berlin ausgebildet. Im Rahmen seines Schauspielstudiums arbeitete er unter anderem mit Veit Schubert, Harald Fuhrmann, Sandrine Hutinet, Grażyna Kania, Peter Zadek und George Tabori zusammen.
Von 2002 bis 2005 war er festes Ensemblemitglied am Nationaltheater Mannheim und war in weiteren Engagements am Theater Lübeck, am Maxim-Gorki-Theater Berlin, am Berliner Arbeiter-Theater, an der Kaserne Basel und am Theaterhaus Gessnerallee in Zürich beschäftigt.
Seit 2005 ist Marc Zwinz als freischaffender Schauspieler hauptsächlich für Film und Fernsehen tätig. Ab 2009 (23. Staffel) spielte er in der Serie Großstadtrevier als Hannes Krabbe mit. Er verließ die Serie 2021, neben Peter Fieseler (Piet Wellbrook), in der Folge „Die Freiheit“ der 34. Staffel. Am 22. September 2020 war der letzte Drehtag für die beiden Schauspieler. Die letzte Folge mit ihm wurde im Mai 2021 ausgestrahlt.
2019 hatte Zwinz als Wolf eine durchgängige Rolle in der Netflix-Serie Skylines. Zwinz zeichnet als Autor und Regisseur für die Hörspielserie Falko Senf – Der Mann, der den Sweater-Code knackte verantwortlich.
2023 kam Zwinz als glückloser Taxifahrer Horst Niebel dauerhaft ins Ensemble der ZDF-Reihe Dr. Nice. 2024 schrieb Zwinz zusammen mit Martin Behnke den Spielfilm Blutgeld aus der ZDF-Reihe Stralsund.

## Fernsehfilme & Serien
- 2003: Familienkreise
- 2007: Der Butler und die Prinzessin
- 2007: Niete zieht Hauptgewinn
- 2007: Notruf Hafenkante
- 2008: GSG 9 – Ihr Einsatz ist ihr Leben (2x01 Erstschlag)
- 2008: Augenzeugin
- 2008: Das Wunder von Berlin
- 2008: SOKO Wismar
- 2008: Kleine Lichter
- 2008: Dutschke
- 2008: Frauen wollen mehr
- 2008: Tatort: Borowski und die einsamen Herzen
- 2009–2021: Großstadtrevier
- 2009: Notruf Hafenkante (Fernsehserie, Folge Liebe deinen Nächsten)
- 2009: Frauen wollen mehr
- 2009: Erntedank. Ein Allgäu-Krimi
- 2010: Tatort: Der letzte Patient
- 2010: Pastewka (Fernsehserie, Folge Der Kratzer)
- 2011: Marie Brand und der Sündenfall
- 2012: Mandy will ans Meer
- 2012: Mord mit Aussicht – Die Saat des Bösen
- 2014: Tatort: Im Schmerz geboren
- 2015: Mordshunger – Verbrechen und andere Delikatessen: Wilder Westen (TV-Film zur Fernsehserie)
- 2015: Weissensee (2 Folgen)
- 2015: Im Namen meines Sohnes (Fernsehfilm)
- 2016: Der letzte Cowboy (Miniserie)
- 2018: Tatort: Borowski und das Land zwischen den Meeren
- 2019: Die Drei von der Müllabfuhr – Baby an Bord
- 2019: Skylines (Fernsehserie)
- 2020: Das Damengambit (Miniserie)
- 2021: SOKO Wismar (Fernsehserie, Folge Glückskeks)
- 2021: Die Bestatterin – Die unbekannte Tote
- seit 2023: Dr. Nice (Fernsehreihe)
- 2024: Märchenperlen: Dornröschen und der Fluch der siebten Fee (Fernsehreihe)

## Kinofilme
- 2003: Sie haben Knut
- 2006: Knallhart
- 2006: Lucy
- 2006: Neandertal
- 2007: Underdogs
- 2008: Die Helden aus der Nachbarschaft
- 2008: Die Schimmelreiter
- 2009: So glücklich war ich noch nie
- 2009: 66/67 – Fairplay war gestern
- 2011: Sohnemänner
- 2011: Bastard
- 2013: Die Zeit vergeht wie ein brüllender Löwe (Dokumentarfilm)
- 2014: Stromberg – Der Film
- 2017: Offline – Das Leben ist kein Bonuslevel